# نایف صالح البکری
نایف صالح البکری (زادهٔ ۲۹ مهٔ ۱۹۷۵) سیاست‌مدار اهل یمن است.